# Steffen Justus
Steffen Justus (Jena, 15 de abril de 1982) es un deportista alemán que compitió en triatlón. Ganó una medalla de plata en el Campeonato Mundial de Triatlón de 2010 y una medalla de bronce en el Campeonato Mundial de Triatlón por Relevos Mixtos de 2011.

## Palmarés internacional
| Campeonato Mundial                    | Campeonato Mundial | Campeonato Mundial | Campeonato Mundial |
| Año                                   | Lugar              | Medalla            | Prueba             |
| ------------------------------------- | ------------------ | ------------------ | ------------------ |
| 2010                                  | Budapest (Hungría) | Medalla de plata   | Individual         |
| Campeonato Mundial por Relevos Mixtos |                    |                    |                    |
| Año                                   | Lugar              | Medalla            | Prueba             |
| 2011                                  | Lausana (Suiza)    | Medalla de bronce  | Relevo mixto       |